# Filopaludina sumatrensis
Filopaludina sumatrensis е вид коремоного от семейство Viviparidae.

## Разпространение
Видът е разпространен във Виетнам, Индонезия (Суматра), Камбоджа, Лаос, Малайзия (Западна Малайзия), Мианмар, Сингапур и Тайланд.